# 藤原不比等
藤原不比等（659年—720年9月9日），飛鳥時代至奈良時代初期的公卿。官至正二位右大臣。藤原鎌足次子，母为车持国子之女車持與志古娘。藤原鎌足是由天智天皇赐下“藤原”之姓。文武天皇二年（698年），文武天皇下詔：“先朝所賜藤原朝臣之姓，應該由藤原鎌足之子藤原不比等繼承。藤原鎌足其他的兒子等供奉神事，應該恢復舊姓中臣。”因此，藤原不比等也被認為是藤原氏實質上的始祖。

## 生平

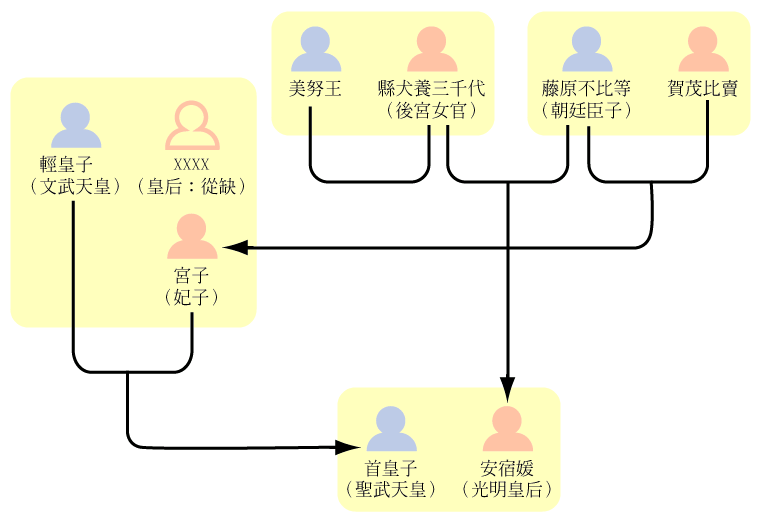
藤原不比等與皇室血緣發展解說圖

文武天皇四年（700年），藤原不比等参与撰修《大宝律令》。他历任大纳言、右大臣，尽力于律令政治的实施。養老二年（718年）被推为太政大臣，固辞未就。嗣修改《大宝律令》，完成《养老律令》。迁都平城京之际，乃将氏寺山阶寺移于新都，并改称兴福寺。由于繼室橘三千代之力，加深了与皇室的关系。女儿宫子为文武天皇夫人；光明子为圣武天皇之后，开朝臣皇后之初例，为藤原氏荣华奠定基础。他的四個兒子分別是藤原武智麻呂、藤原房前、藤原宇合、藤原麻呂，合稱藤原四兄弟，分別為藤原四家之家祖，使得藤原氏成為日本史上最大的氏族。死后晉淡海公，追赠正一位太政大臣，谥号文忠公。

## 異說
《興福寺緣起》、《大鏡》、《公卿補任》、《尊卑分脈》等文獻稱，藤原不比等實乃天智天皇之私生子。